# Нижнесерогозская поселковая община
Нижнесерогозская поселковая община (укр. Нижньосірогозька селищна громада) — территориальная община в Геническом районе Херсонской области Украины.
Создана вследствие административно-территориальной реформы в 2020 году на территории Нижнесерогозского района путём объединения Нижнесерогозского поселкового совета, Анатольевского, Братского, Вербовского, Верхнесерогозского, Верхнеторгаевского, Вольненского, Демьяновского, Нижнеторгаевского, Новоалександровского, Новопетровского, Першопокровского, Степненского сельских советов и Серогозского поселкового совета. Всего община включила 3 посёлка и 22 сёл. Своё название община получила от названия административного центра — посёлка Нижние Серогозы. Население общины на 2021 год составляло 14771 человек, площадь общины 1207,8 км².

## Населённые пункты
В состав общины входят посёлки Нижние Серогозы, Серогозы, Дальнее, сёла Анатольевка, Богдановка, Братское, Вербы, Верхние Серогозы, Верхние Торгаи, Вольное, Демьяновка, Догмаровка, Донцово, Заповитное, Зерновое, Змагання, Косаковка, Нижние Торгаи, Новоалександровка, Новопетровка, Новорогачинское, Партизаны, Першопокровка, Степное, Чеховка.

## Органы власти
Председатель общины — Дмитрий Иванович Такаджи.

Администрация — пгт. Нижние Серогозы, ул. Высочина, 2.

## История общины
С февраля 2022 года община находится под российской оккупацией в результате вторжения России в Украину.